# Moskva của ta
Moskva của ta (tiếng Nga: Моя Москва, đã Latinh hoá: Mojá Moskvá, phát âm [məˈja mɐskˈva]) là thành ca của thành phố Moskva, Nga kể từ năm 1995. Nhạc được sáng tác năm 1941 bởi Isaak Dunayevsky và lời sáng tác bởi Sergey Agranyan và Mark Lisyansky.
Người trình bày ban đầu của bài hát là Zoya Rozhdestvenskaya. (Bà là người đã hát trong bản thu âm đầu tiên của bài hát.)
Bài hát này được in ở tạp chí Thế giới mới (Новый мир) năm 1941. Bài hát này có lịch sử thay đổi theo từng giai đoạn chính trị. Ví dụ như thời Joseph Stalin có đoạn ca ngợi vị lãnh tụ này, thời chiến tranh hoặc thời của Tổng bí thư Leonid Brezhnev cũng có những thay đổi ở một số chỗ.
Vào năm 1995, bài hát chính thức được chấp nhận bởi Hội đồng thành phố Moskva, cùng lúc với việc chấp nhận cờ và huy hiệu.

## Lời
| Tiếng Nga (Ký tự Cyrill) | Latinh hóa | Dịch lời tiếng Việt |
| Я по свету немало хаживал, Жил в землянке, в окопах, в тайге, Похоронен был дважды заживо, Знал разлуку, любил в тоске. Но Москвою привык я гордиться И везде повторял я слова: Дорогая моя столица, Золотая моя Москва! Я люблю подмосковные рощи И мосты над твоею рекой, Я люблю твою Красную площадь И кремлёвских курантов бой. В городах и далёких станицах О тебе не умолкнет молва, Дорогая моя столица, Золотая моя Москва! Мы запомним суровую осень, Скрежет танков и отблеск штыков, И в веках будут жить двадцать восемь Самых храбрых твоих сынов. И врагу никогда не добиться, Чтоб склонилась твоя голова, Дорогая моя столица, Золотая моя Москва! Но Москвою привык я гордиться И везде повторял я слова: Дорогая моя столица, Золотая моя Москва! Дорогая моя столица, Золотая моя Москва! | Ja po svetu nemalo hažival, Žil v zemljanke, v okopah, v tajge, Pohoronen byl dvaždy zaživo, Znal razluku, ljubil v toske. No Moskvoju privyk ja gorditjsja I vezde povtorjal ja slova: Dorogaja moja stolica, Zolotaja moja Moskva! Ja ljublju podmoskovnyje rošci I mosty nad tvojeju rekoj, Ja ljublju tvoju Krasnuju plošcadj I kremljovskih kurantov boj. V gorodah i daljokih stanicah O tebe ne umolknet molva, Dorogaja moja stolica, Zolotaja moja Moskva! My zapomnim surovuju osenj, Skrežet tankov i otblesk štykov, I v vekah budut žitj dvadcatj vosemj Samyh hrabryh tvoih synov. I vragu nikogda ne dobitjsja, Čtob sklonilasj tvoja golova, Dorogaja moja stolica, Zolotaja moja Moskva! No Moskvoju privyk ja gorditjsja I vezde povtorjal ja slova: Dorogaja moja stolica, Zolotaja moja Moskva! Dorogaja moja stolica, Zolotaja moja Moskva! | Thế gian này nhiều nơi đã từng đi, Từng ở rừng, trong chiến hào, công sự, Từng bị chôn sống đôi ba lần có lẻ, Từng yêu trong u sầu, từng hiểu biệt ly. Nhưng ta quen tự hào về Moskva Dù ở đâu ta vẫn luôn nhắc mãi: Thủ đô yêu dấu của ta, Moskva thành phố vàng của ta! Ta yêu những khu rừng nhỏ ngoại ô Yêu những cây cầu trên sông thành phố, Yêu quảng trường của Người - Quảng trưởng Đỏ, Và ta yêu tiếng chuông của đồng hồ. Ở những thành phố, ở những vùng xa Ta nghe tiếng về thủ đô yêu dấu, Thủ đô yêu dấu của ta, Moskva thành phố vàng của ta! Ta nhớ về một mùa thu khốc liệt, Lê sáng bừng và tiếng rú xe tăng, Và tiếng thơm còn vọng mãi ngàn năm Hai mươi tám người con anh dũng nhất. Và kẻ thù không bao giờ có thể Bắt cúi đầu nổi thành phố của ta, Thủ đô yêu dấu của ta, Moskva thành phố vàng của ta! Nhưng ta quen tự hào về Moskva Dù ở đâu ta vẫn luôn nhắc mãi: Thủ đô yêu dấu của ta, Moskva thành phố vàng của ta! Thủ đô yêu dấu của ta, Moskva thành phố vàng của ta! |